# Scinax chiquitanus
Espèce
Synonymes
- Ololygon chiquitana De la Riva, 1990 "1989"

Statut de conservation UICN

 LC  : Préoccupation mineure
Scinax chiquitanus est une espèce d'amphibiens de la famille des Hylidae.

## Répartition
Cette espèce se rencontre : 
- dans le nord de la Bolivie dans le département de Santa Cruz ;
- dans le sud du Pérou dans la région de Madre de Dios.

## Publication originale
- De la Riva, 1990 "1989" : Una especie nueva de Ololygon (Anura: Hylidae) procedente de Bolivia. Revista Española de Herpetología, vol. 4, p. 81-86.